# 社團法人台灣心義工團
台灣心義工團，全名為社團法人台灣心義工團（英語：New Taiwan Volunteer Group），由尤瑞豊、林義雄、盧立偉、......先生等多名義工夥伴所創辦，現任理事長為李志強先生。2016年七月於尼伯特颱風在台灣東部肆虐使台東數百民居慘遭破壞，並前往台東、蘭嶼災區協助災民重建家園，為台灣的社會公益團體。

## 沿革
2016年，尼伯特颱風重創台灣，使得許多弱勢災戶居所屋頂破損，尤瑞豊、林義雄、盧立偉等人召集一群志同道合的朋友，於短期內完成40多戶的屋頂修繕工作。並以著自身的志工經驗，
集結多位志工成立「台灣心義工團」，各自發揮房屋營建工作的專業，持續為需要幫助的人修建安身立命的居所。現任理事長為李志強先生。

## 服務項目
台灣心義工團接受來自媒體、政府社會福利部門、弘道老人關懷協會、華山基金會及民意代表村里長所通報個案，以及在官網設立個案通報系統，從實地探勘了解受助人需求，再經全體理事針對個案嚴格審核後，依照個案不同的緊急程度排定時程並提供修繕、重建工作，此外也編組「緊急物資救助組」於天災人禍時投入救援幫助。
- 緊急個案：遭逢天災或不可抗力因素焚毀房屋或經判斷該房屋結構有隨時崩壞之疑慮或有足以造成生命威脅
- 正常行程：偏遠地區、山區部落課輔教室及極需修繕之學校[3]

### 受助對象
- 弱勢家庭
- 偏遠地區、山區部落課輔教室
- 獨居老人、失孤幼童

## 外部連結
- 大溪創辦「台灣心義工團」 （页面存档备份，存于）
- 台灣心義工團粉絲專頁 （页面存档备份，存于）
- 台灣心義工團YouTube （页面存档备份，存于）
- 單親媽助弱勢 義工團蓋屋 （页面存档备份，存于）
- 2018年臺灣義行獎 尤瑞豊 （页面存档备份，存于）
- 大火毀屋！ 90餘義工圓甘男遺願 85齡老媽媽有住處了 （页面存档备份，存于）
- 台灣心義工團與泰雅族人發揮愛心 築夢一個家 （页面存档备份，存于）